# Gregorio Pernía
Gregorio Pernía (San José de Cúcuta, 1970. május 7. –) kolumbiai színész.

## Élete és pályafutása
1970. május 7-én született. 
Felesége Erika Rodríguez, négy gyermekük van: Emiliano, Luna, Valentino és Julián.[forrás?]

## Filmográfia
- 1995 - Tiempos difíciles -  Vicente Márquez
- 1997 - Yo amo a Paquita Gallego - Anibal Cevero
- 1997 - La mujer del presidente
- 1998 - La madre - Federico Suárez Caicedo
- 2001 - Isabel me la Veló - José Luis 'Pepe Grillo' Umaña
- 2002 - Milagros de amor - Miguel Abril/Emilio Luna
- 2003 - Tres hombres, tres mujeres - El Calvo
- 2004 - Las noches de Luciana - Primitivo
- 2006 - La hija del mariachi - Manuel Rodríguez " El Coloso de Jalisco "
- 2008 - Csajok, szilikon, ez lesz a Paradicsom! (Sin senos no hay Paraíso) -  Aurelio "Titi" Jaramillo
- 2010 - Las detectivas y el Víctor - Víctor Garcia
- 2010 - Ojo por ojo - Many Monsalve
- 2011 - Flor Salvaje - Mariano Guerrero
- 2012 - Több mint testőr (Corazón valiente) - Javier Falcon "El Verdugo"
- 2013 - Los tres Caínes - Fidel Castaño
- 2013 - Desafío 2013: África, el origen